# Al "Cake" Wichard
Al "Cake" Wichard (nacido Albert C. Wichard, 15 de agosto de 1918 o 1919 — 14 de noviembre de 1959)  fue un baterista estadounidense de blues y jazz, especialmente activo como artista discográfico a finales de la década de 1940.

## Biografía
Nació en Morrilton, Arkansas, en 1918 o 1919.  Asociado durante muchos años con los sellos discográficos y artistas de los hermanos Bihari, apareció en muchas grabaciones para Modern Records. Apareció en una sesión de grabación de Apollo Records en Hollywood, California, el 2 de agosto de 1945, con Illinois Jacquet (trompeta), John Brown (saxofón alto), Arthur Dennis (saxofón barítono), Bill Doggett (piano), Ulysses Livingston (guitarra) y Charles 'Charlie' Mingus (bajo). 
A mediados de la década de 1940, Wichard era miembro de varias bandas lideradas por Johnny (o Johnnie) Alston con King Fleming, William 'Brother' Woodman, Wilbert Baranco, Buddy Harper, Addison Farmer, George Vann, Oscar Lee Bradley, una de las cuales respaldaba Wynonie "Blues" Harris. 
Posteriormente apareció en varias grabaciones de Jimmy Witherspoon realizadas para el sello Modern entre 1946 y 1951 con Gal Friday (voz); Mitchell "Tiny" Webb (guitarra); Chuck Norris (guitarra); Frank Sleet (saxofón alto); Ben Webster (saxofón tenor); Jay McShann (piano); Maxwell Davis (saxofón tenor); Buddy Floyd (saxofón tenor) y Gene Gilbeaux, (piano). Según Witherspoon, "Cake Wichard me consiguió ese contrato discográfico importante..."
En 1947, grabó para Modern con su propia formación, Al Wichard Sextette, con la voz de Big Duke Henderson.  Miembro de la King Perry Orchestra en 1947, grabaron acompañando a Hoagy Carmichael en Los Ángeles.  Entre 1947 y 1951, Wichard grabó con Gene Phillips and his Rhythm Aces, nuevamente para Modern Records con el guitarrista Gene Phillips, además de Lloyd Glenn, Maxwell Davis, Marshal Royal, Jake Porter y Jack McVea. 
Grabó con Smokey Hogg (guitarra y voz), Hadda Brooks (piano), Bill Davis (bajo). Y con Brooks nuevamente en 1948 con Teddy Bunn a la guitarra y Red Callender al bajo. 
En julio de 1949 se había unido al Septeto James Von Streeter con Nat Meeks (trompeta), Walter Henry (saxofón alto), Hampton Hawes (piano), Charlie Norris (guitarra), Shifty Henry (bajo) y Herman Pattus (voz), que grabó en Los Angeles, California.  Durante este período también grabó con la hermana Wynona Carr y el hermano Joe May, y también con Little Willie Littlefield. Wichard aparece como baterista en un club de jazz, en la película de cine negro, DOA en 1950.
Murió en Los Ángeles en 1959. 